# Agnotecous yahoue
Agnotecous yahoue är en insektsart som beskrevs av Otte, D. 1987. Agnotecous yahoue ingår i släktet Agnotecous och familjen syrsor. Inga underarter finns listade i Catalogue of Life.